# Oukoop (Utrecht)
Oukoop (52° 12′ N, 4° 59′ L) é uma cidade dos Países Baixos, na província de Utrecht (province). Oukoop (Utrecht) pertence ao município de Breukelen, e está situada a 14 km, a oeste de Hilversum.
A área de Oukoop, que também inclui as partes periféricas da cidade, bem como a zona rural circundante, tem uma população estimada em 240 habitantes.